# Sinularia deformis
Sinularia deformis är en korallart som beskrevs av Tixier-Durivault 1969. Sinularia deformis ingår i släktet Sinularia och familjen läderkoraller. Inga underarter finns listade i Catalogue of Life.